# Campodorus facialis
Campodorus facialis là một loài tò vò trong họ Ichneumonidae.